# Благовещенская церковь (Киев)
Благовещенская церковь — утраченный православный храм в Киеве, построенный по проекту Владимира Николаева в 1885—1887 годах и уничтоженный большевиками в 1935 году. Стоял на месте современного киевского лицея № 21 по улице Саксаганского.

## История
Идея построения церкви в этом районе возникла у местных жителей ещё в 1876 году. За десять лет они собрали 18 тысяч рублей, чего всё ещё было недостаточно. Однако финансирование поддержал тогдашний городской голова Иван Андреевич Толли, который пожертвовал сразу 75 тысяч рублей, после чего ранее собранная сумма оказалась избыточной, и её передали на строительство церкви Марии Магдалины.
Закладка Благовещенской церкви по проекту Владимира Николаева состоялась 11 мая 1885 года, а уже 11 сентября 1887 года она была построена вместе с двухэтажным домом церковно-парафиального училища. 11 октября церковь была освящена в честь Благовещения Пресвятой Богородицы. На этом деньги Толли, который за время строительства умер, закончились. Благодаря энергии настоятеля отца Михаила Вишневецкого были завершены отделочные работы, привлечены новые спонсоры, а служба поставлена на надлежащий уровень. Храм имел два боковых алтаря: св. Иоанна Предтечи и св. Николая Чудотворца. В 1912 году на звоннице церкви установлен 3-тонный колокол. В марте 1914 года при храме создано первое в Киеве церковно-парафиальное братство благотворительно-воспитательного направления.
Снесён советскими властями в 1935 году.